# 高庄遗址
高庄遗址，位于中国甘肃省镇原县，为一个省级文物保护单位，类型为古遗址。
高庄遗址的历史年代为新石器时代至青铜时代。